# Kevin De Wolf
Kevin De Wolf (Brussel, 20 november 1990) is een Belgisch voetballer die sinds 2017 onder contract staat bij RAAL La Louvière.

## Statistieken
| Seizoen | Club               | Land   | Competitie                    | Wedst | Goals |
| ------- | ------------------ | ------ | ----------------------------- | ----- | ----- |
| 2008/09 | Sporting Charleroi | België | Jupiler Pro League            | 0     | 0     |
| 2009/10 | Sporting Charleroi | België | Jupiler Pro League            | 0     | 0     |
| 2010/11 | Sporting Charleroi | België | Jupiler Pro League            | 5     | 0     |
| 2012/13 | KVK Tienen         | België | Derde klasse                  | 36    | 0     |
| 2013/14 | KVK Tienen         | België | Vierde klasse                 | 29    | 0     |
| 2014/15 | KVK Tienen         | België | Derde klasse                  | 34    | 0     |
| 2015/16 | KVK Tienen         | België | Derde klasse                  | 2     | 0     |
| 2016/17 | RCS Brainois       | België | Eerste provinciale Henegouwen |       |       |
| 2017/18 | RAAL La Louvière   | België | Derde klasse amateurs         | 30    | 0     |
| 2018/19 | RAAL La Louvière   | België | Tweede klasse amateurs        | 30    | 0     |
| 2019/20 | RAAL La Louvière   | België | Tweede klasse amateurs        | 19    | 0     |
| 2020/21 | RAAL La Louvière   | België | Tweede afdeling               | 0     | 0     |
| 2021/22 | RUS Rebecquoise    | België | Tweede afdeling               | 20    | 0     |
| 2022/23 | RAEC Mons          | België | Derde afdeling                | 15    | 0     |
|         |                    |        | Totaal                        | 220   | 0     |

Bijgewerkt: 13 december 2022